# انقلاب ۱۸۴۸ مجارستان
انقلاب ۱۸۴۸ مجارستان (مجاری: 1848–49-es forradalom és szabadságharc) یکی از چندین انقلاب اروپایی در ۱۸۴۸ بود. این انقلاب در پادشاهی مجارستان آغاز اما به سرعت تبدیل به جنگی جدایی طلبانه با امپراتوری اتریش به رهبری دودمان هابسبورگ شد. پس از سلسله شکست‌های جدی در ۱۸۴۹، امپراتوری اتریش در آستانه فروپاشی قرار گرفت؛ بنابراین، فرانتس یوزف، امپراتور جوان اتریش از تزار نیکلای یکم روسیه به نام اتحاد مقدس درخواست کمک کرد و تزار ارتشی ۲۰۰٬۰۰۰ نفری را با اضافهٔ ۸۰٬۰۰۰ نیروی کمکی به مجارستان فرستاد. سرانجام ارتش مشترک اتریش و روسیه، مجارستان را در پائیز ۱۸۴۹ شکست داد. اتریش پس از احیای قدرت، به ادارهٔ مجارستان تحت قوانین سخت و شدید حکومت نظامی ادامه داد.
سالگرد انقلاب ۱۸۴۸ در ۱۵ مارس، یکی از سه روز ملی مجارستان است.

## پیش‌درآمد
انقلاب‌های ۱۸۴۸ ابتدا فرانسه را درگرفت و با تظاهرات گسترده در پاریس موجب کناره‌گیری لوئی فیلیپ از قدرت و فرارش به انگلستان در فوریه شد. این ناآرامی نه فقط ختم به فرانسه که به بخش‌های بزرگی از اروپا نیز شیوع پیدا کرد. ماه پس از آن، تظاهرات بزرگی در وین باعث شد که کلمنس مترنیخ، معمار نظام اروپایی پساناپلئون، استعفا دهد و او نیز به شاه سابق فرانسه در انگلستان در تبعید بپیوندد. در مارس همان سال، انقلابیون در برلین نیز تجمعاتی برپا کردند، و امپراتور با وحشت به برگزاری انتخابات و قانون اساسی، آزادی مطبوعات و اتحاد پروس با سایر دولت‌های آلمان به‌طور شفاهی گردن نهاد. شورش از بهار در تمام سرزمین‌های آلمانی‌زبان و مرکز اروپا از جمله در بودا-پست درگرفته بود.
طیف گسترده‌ای از انگیزه‌ها، شورشیان را به میدان کشانده‌بود ولی همان‌طور که در چنین بحران‌های اجتماعی هم صادق است، انقلاب به دنبال تمایلات اقتصادی اتفاق افتاد به این معنی که قیام طبقهٔ کارگر در ابتدا عمدتاً ناشی از رنج و ترس از آینده بد اقتصادی بود ولی ایده‌هایی مانند لیبرالیسم و ناسیونالیسم به شکل‌گیری وقایع آن سال و سال بعدش کمک کرد. در اروپا همین شرایط بحرانی اقتصادی همواره شورش قشر کارگر را به همراه داشت. در واقع می‌توان گفت، موتور متحرک انقلاب و تعداد کشته‌شدگان از این قشر بیش از روزنامه‌نگاران، وکلا، پزشکان و دانشگاهیان بود. در اصل، انقلابِ قشر کارگر، دستاورد بزرگ ۱۸۴۸ بود ولی به سرعت تبدیل به مبارزات ایدئولوژیک شد.
مارکس و انگلس، که مانیفست حزب کمونیست را در ۲۱ فوریه ۱۸۴۸ منتشر کرده‌بودند، نقش پررنگی در انقلاب آلمان ایفا کردند. حتی انگلس در زدوخوردهای خیابانی نیز حضور داشت.

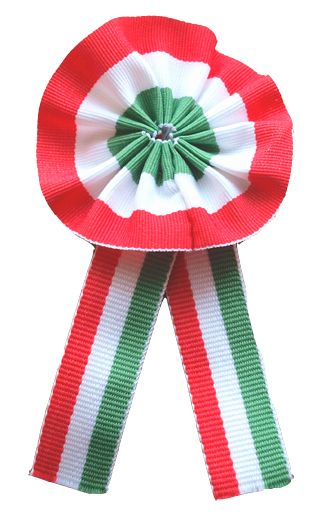
روبانی که در روز انقلاب استفاده شد و در سالگرد آن نیز به سینه می‌زنند.

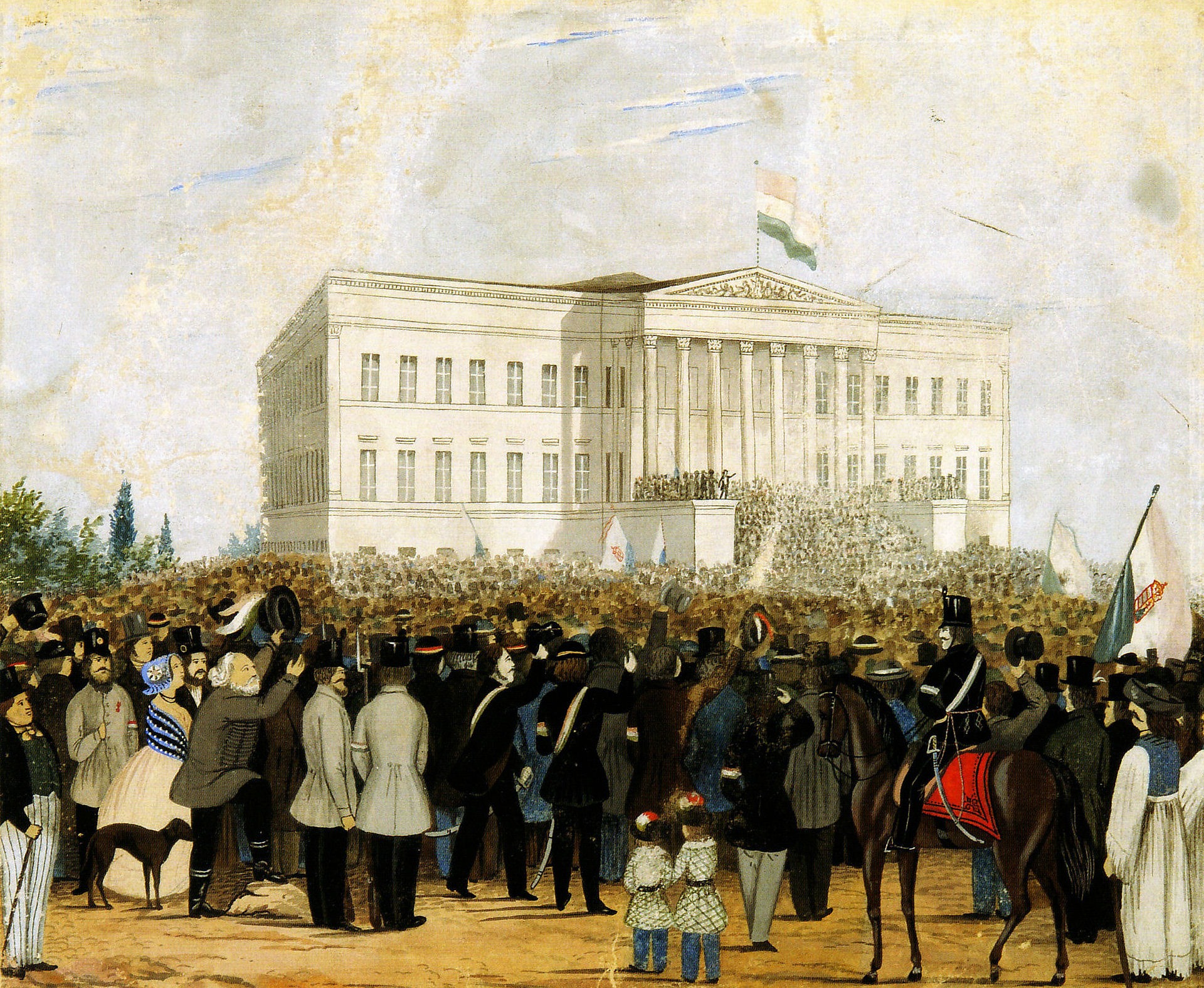
انقلاب ۱۵ مارس، روبروی موزه ملی مجارستان در پست

## اصلاحات و شورش
مجارستان یک جامعهٔ ارباب‌رعیتی و پاره‌ای از امپراتوریِ کثیرالمله اتریش بود که به‌طور انحصاری از وین اداره می‌شد. اشراف که حدود پنج درصد از جمعیت پانزده میلیونی را تشکیل می‌دادند، نیز در داخل امور را اداره می‌کردند. آنها قدرت خود را از دیِت (مجلس شورا) و شوراهای انتخاباتی استانی می‌گرفتند. حق رأی نیز تنها شامل اشراف بود.
دیِت مجارستان اصلاحات اقتصادی، اجتماعی و فرهنگی را از سال ۱۸۲۵ با رهبری ایشتوان سِچِنْیی آغاز کرده‌بود. ساخت پل زنجیر بر دانوب، تأسیس فرهنگستان علوم مجارستان و اقدامات مهم دیگری برای مدرن‌سازی مجارستان از آن جمله بودند. تقاضا برای اصلاحات سیاسی نیز به همان اندازه به‌پیش می‌رفت و به‌تدریج دایرهٔ اصلاحات در اطراف لایوش باتیانی، فرنتس دئاک و سِچِنْیی و یک گروه رادیکال‌تر به رهبری لایوش کشوت تشکیل شد.
دو روز پس از انقلاب وین در ۱۳ مارس ۱۸۴۸، تظاهراتی مسالمت‌آمیز در روز ۱۵ مارس در بودا-پست برگزار گردید. شاندور پتوفی چهرهٔ اصلی جوانان انقلابی در پست که به «جوانان مارس» معروف شدند، دو اثر مهم در ۱۵ مارس منتشر کرد، که تأثیر زیادی بر انقلاب داشت: ترانه میهنی و اصول دوازده‌گانه انقلاب.
۱۷ مارس ۱۸۴۸ یک هیئت مجار به رهبری لایوش باتیانی دوازده درخواست انقلاب را مشتمل بر درخواست‌هایی چون آزادی مطبوعات، حذف سانسور، ایجاد دولت خودمختار در بودا-پست و دیگر موارد به امپراتور فردیناند در وین ارائه کرد که او نیز به جهت ناتوانی از ادارهٔ امور به آنها گردن نهاد و منجر به فسخ فوری سانسور و ایجاد کمیتهٔ امنیتی عمومی برای اداره شهر به مدت یک ماه شد. رقابتی بین این کمیته و دیِت لایوش باتیانی برای رهبری ملت شکل گرفت و در نتیجهٔ آن، دیِت، حقوق بیشتری به مردم اعطا کرد. در عین حال دولت وین، از ترس هرج و مرج و ایجاد جمهوری در بودا-پست، تصمیم به همراهی با دولت میانه‌روی باتیانی برای جلوگیری از خطر رادیکال‌ها گرفت.

## اصول دوازده‌گانه انقلاب

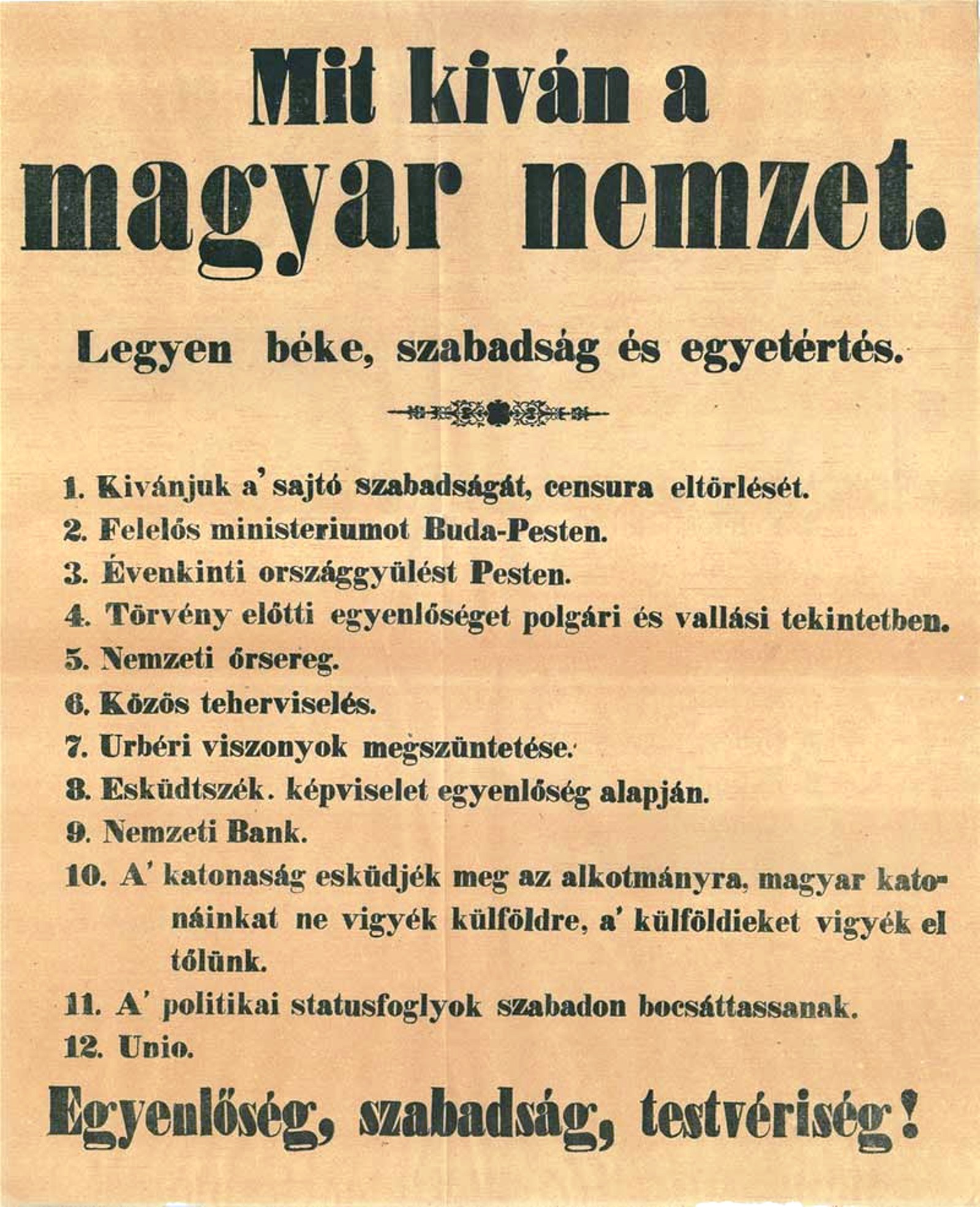
اصول دوازده‌گانه انقلاب در ۱۵ مارس ۱۸۴۸، نوشتهٔ شاندور پتوفی

اصول دوازده‌گانه که به قلم پتوفی در روز ۱۵ مارس چاپ و به دست انقلابیون رسید، شالوده اصلی قوانین آوریل است که دئاک توانست ده اصل را به اجماع لیبرال‌ها به رهبری سچنیی و کشوت برساند. دوازده اصل حاوی درخواست‌های زیر بود:
ملت مجار چه می‌خواهد.

صلح، آزادی و توافق باشد.
1. ما خواستار آزادی مطبوعات و لغو فوری سانسوریم.
2. دولت مستقل مجار در بودا-پست.
3. نشست مجلس سالیانه در پست.
4. برابری مدنی و مذهبی در پیشگاه قانون.
5. ارتش ملی.
6. مالیات همگانی.
7. فسخ قانون زمین‌داری.
8. نمایندگی دادگاه‌ها و هیئت منصفه‌ها بر اساس برابری قانونی.
9. بانک ملی.
10. ارتش به قانون اساسی سوگند یاد کند، سربازان مجار به وطن بازگردند و سربازان خارجی فرستاده شوند.

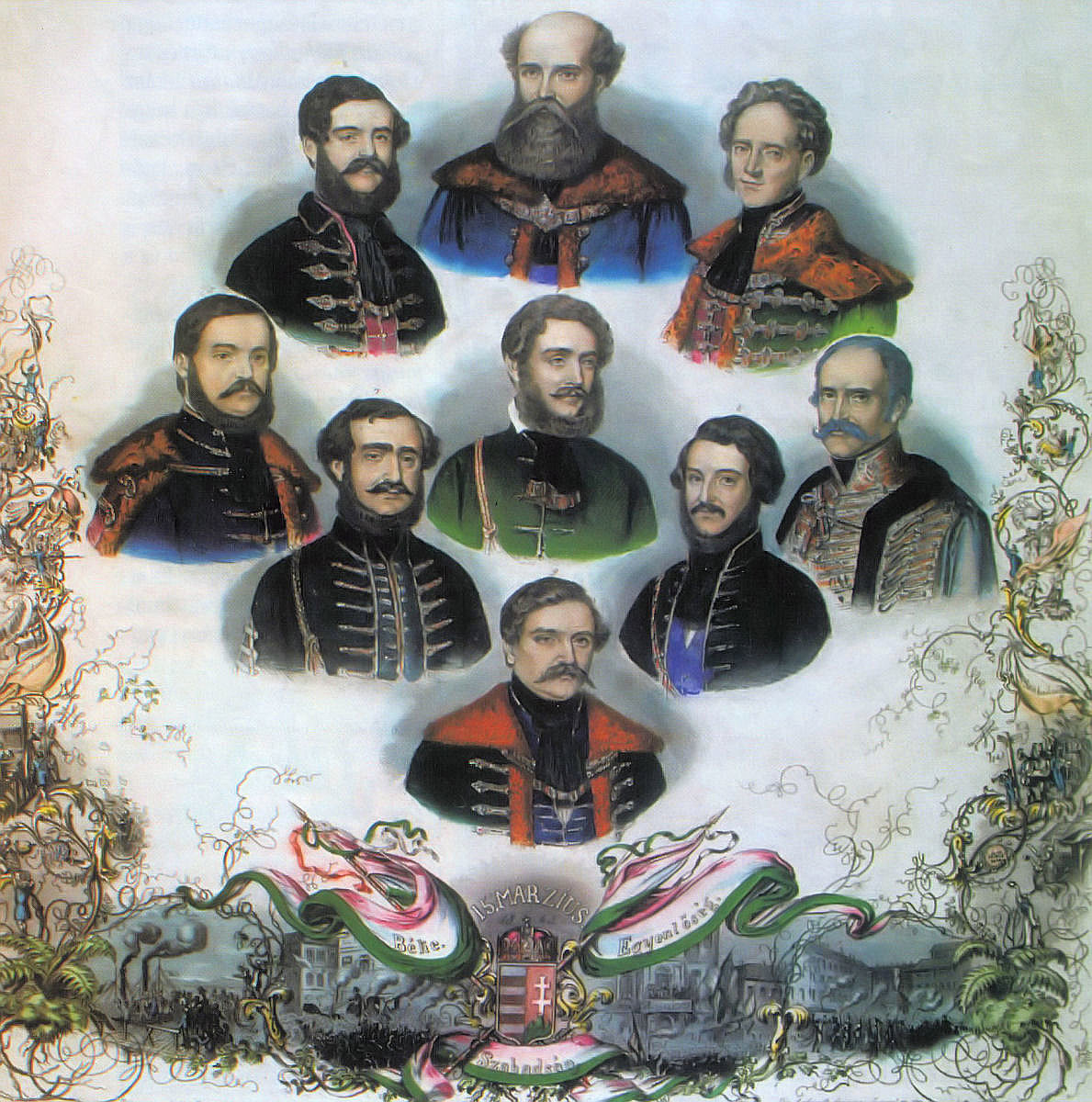
اعضای اولین دولت مجارستان به ریاست لایوش باتیانی

11. آزادی زندانیان سیاسی.
12. اتحاد.

برابری، آزادی، برادری!

## دولت پادشاهی مشروطه و قوانین آوریل
۲۳ مارس ۱۸۴۸ باتیانی به عنوان نخست‌وزیر، وزرای خود را به دیِت مجارستان در پوژونْی معرفی کرد:
- وزیر کشور: برتالان سِمِره
- وزیر دارایی: لایوش کشوت
- وزیر دادگستری: فرنتس دئاک
- وزیر دفاع: لازار مساروش
- وزیر کشاورزی، صنعت و تجارت: گابور کلاوزال
- وزیر کار و حمل‌ونقل: ایشتوان سچنیی
- وزیر فرهنگ: یوژف اوتوُش
- وزیر خارجه: پال آنتال اِستِرهازی

با وجود اختلافاتی بر سر نوع قوانین بین وزرا به‌خصوص سچنیی و کشوت، دئاک توانست اجماع کلی آنها را بر اساس ده اصل به‌دست‌آورد که به قوانین آوریل (یا قوانین مارس) معروف هستند. قوانین آوریل پس از تصویب در دیت، توسط فردیناند یکم در ۱۱ آوریل امضاء شد و بلافاصله به اجرا درآمد. از طریق این قوانین فئودالیسم لغو و برابری مالیاتی و آزادی‌های مدنی به همگان اعطا شد و بسیاری از دهقانان مالک زمین‌های خودشان شدند، که پیش‌تر تابع قوانین فئودالی بودند. علاوه بر اصلاحات اجتماعی، آنها همچنین موفق به دفاع از حقوق ملی مجارستان در برابر وین شدند. تحت رهبری باتیانی دولتی مستقل (مشتمل بر وزارت امور مالی و وزارت جنگ) تشکیل و ارتباطات با اتریش محدود شد، این دولت جدید از حمایت اکثریت برخوردار بود.
با وجود آنکه وین در ظاهر دیت مجارستان را بر اساس قوانین آوریل به رسمیت شناخته بود ولی همزمان برای براندازی حکومت مستقل در پست آماده می‌شد. یوسیپ یلاچیچ، بان کرواسی که بخشی از پادشاهی مجارستان محسوب می‌شد، یکی از امیدهای امپراتوری اتریش در این راستا بود. یلاچیچ بر ضد دولت مجارستان، تمامی صاحب‌منصبان مجار را با اعلام اینکه تنها از شخص امپراتور دستور می‌گیرد، اخراج کرد. با تأسیس ارتش ملی مجارستان، فرستادهٔ امپراتور، ژنرال لامبرگ به فرماندهی ارتش مجارستان منصوب شد. در این اثنا لامبرگ توسط توده‌ای از رادیکال‌های انقلابی مجار در سپتامبر در پست حلق‌آویز شد و اختلاف نظرها بین پست و وین بالا گرفت. یلاچیچ وارد جنگ با مجارستان شد، همزمان آلمانی‌ها و رومانیایی‌ها نیز خواستار استقلال شدند و به این ترتیب آتش جنگ داخلی در ترانسیلوانی نیز روشن شد. پادشاهی اتریش ماهرانه با تحریک حس ناسیونالیسم دهقانان کرووات، صرب و رومانیایی، آنها را به‌سوی شورش علیه دولت باتیانی سوق داد و سرانجام مجارستان وارد یک جنگ تمام عیار شد.

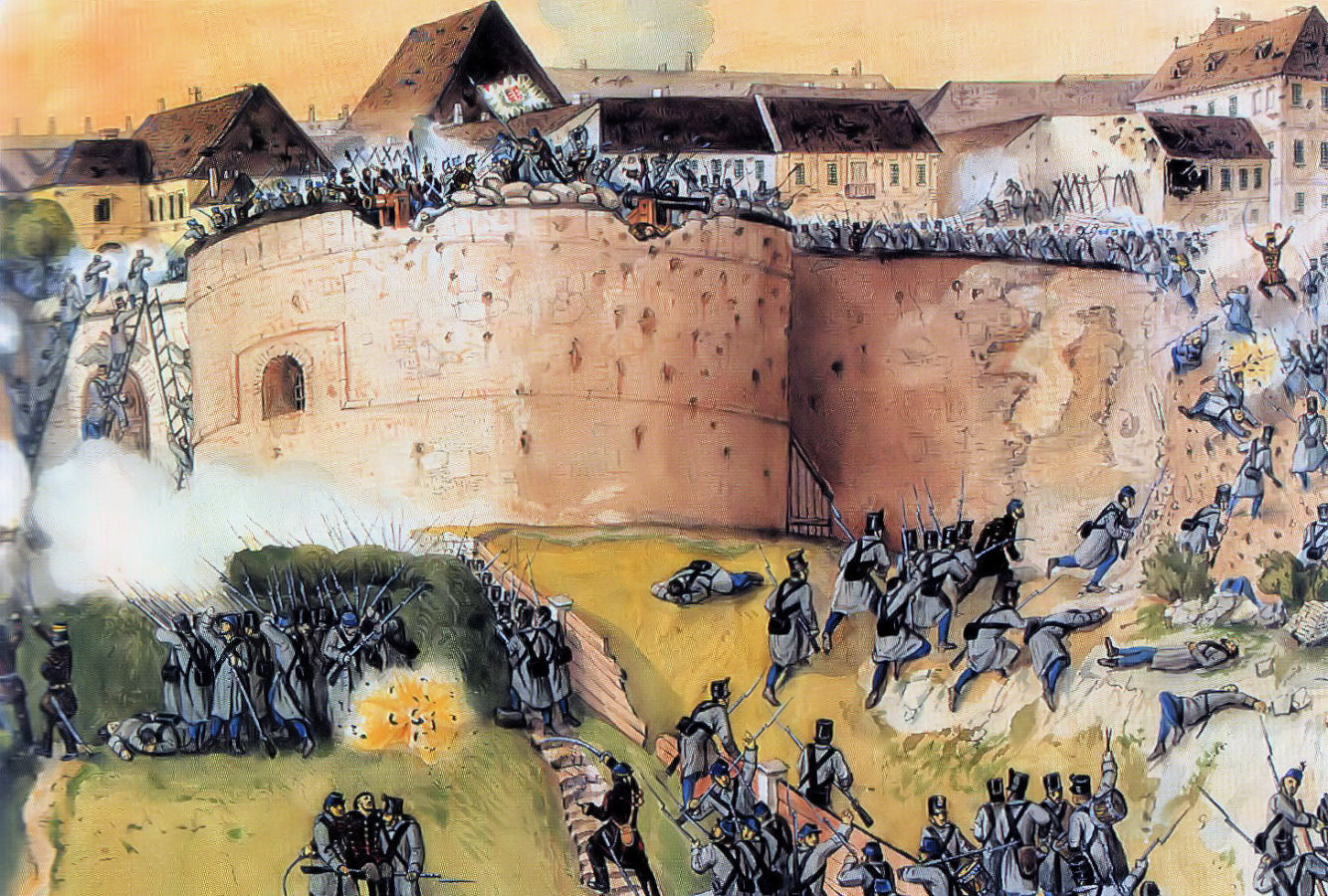
بازپس‌گیری بودا - مور تان (Mór Than)

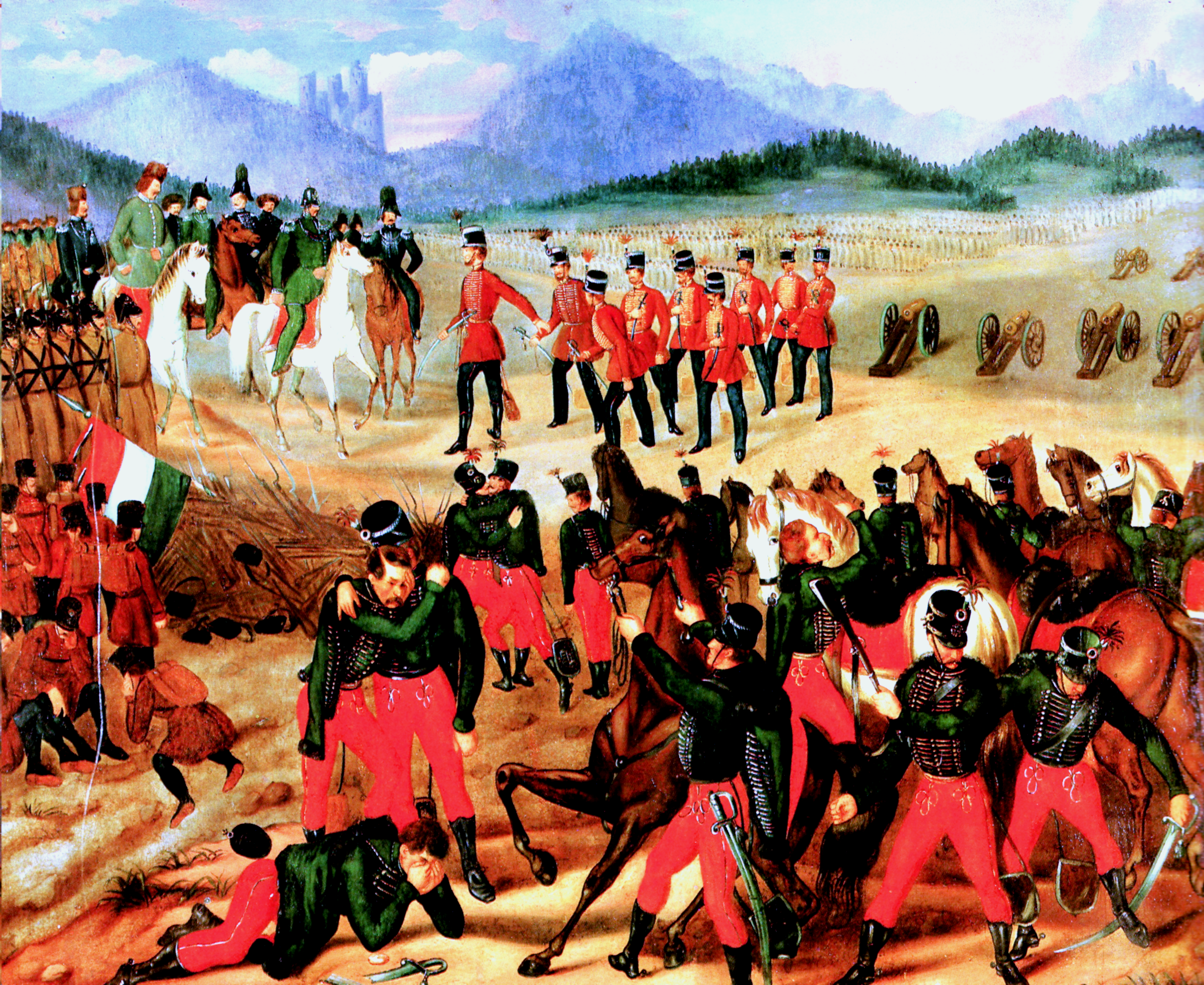
تسلیم ارتش مجارستان در ویلاگوش (رومانی) - ۱۳ اوت ۱۸۴۹

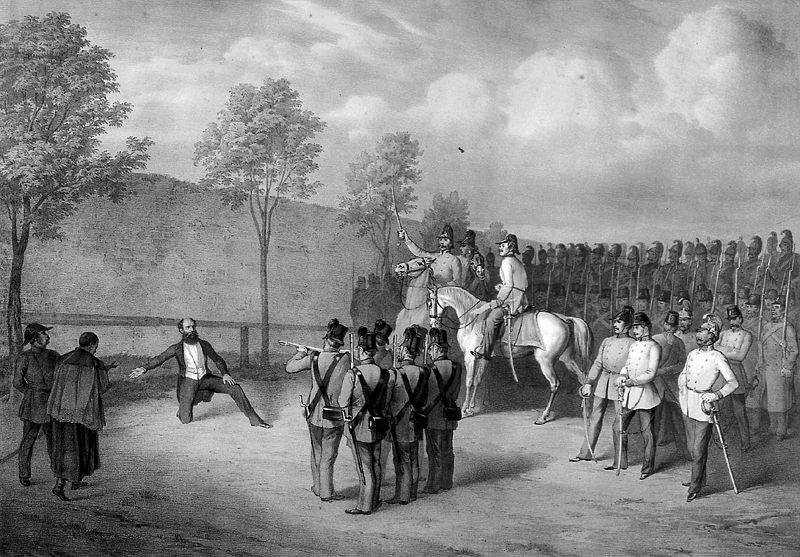
اعدام باتیانی

یلاچیچ در یازدهم سپتامبر با عبور از دراوا به سمت بودا-پست لشکر کشید ولی روز ۲۹ سپتامبر در پاکوزد از ارتش مجارستان شکست خورد. این پیروزی چنان در روحیهٔ سیاسی تغییر ایجاد کرد که انقلاب دومی با موجی از خشونت در وین در ششم اکتبر به پشتیبانی از مجارها آغاز شد و امپراتور به همراه دربار به اولوموتس گریختند. در این شرایط دیگر روشن شده‌بود که راه‌حل مسالمت‌آمیزی برای توافق با امپراتوری اتریش وجود ندارد و در کشاکش جنگ، لایوش باتیانی و کابینه‌اش به غیر از لایوش کشوت، برتالان سِمِره و لازار مساروش در دوم اکتبر استعفا دادند.

## لایوش کشوت نائب رئیس مجارستان
لایوش باتیانی پس از استعفا ادارهٔ امور دولت را به‌طور موقت به برتالان سِمِره سپرد و او در دوم مه ۱۹۴۹ دولت جدیدی تشکیل داد:
- رئیس دولت: لایوش کشوت
- نخست‌وزیر و وزیر کشور: برتالان سِمِره
- وزیر امور خارجه، کشاورزی، صنعت و تجارت: کازمِر باتیانی
- وزیر دارایی: فِرِنتس دوشِک
- وزیر دادگستری: شبو ویکوویچ
- وزیر آموزش و پرورش، علوم و فرهنگ: میهای هوروات
- وزیر کار، زیرساخت و حمل‌ونقل: لاسلو چانی
- وزیر دفاع: لازار مساروش (۱۴ آوریل-۱ مه)، آرتور گورگی (۷ مه-۷ ژوئیه) و لایوش آئولیک (۱۴ ژوئیه-۱۱ اوت)

## جنگ استقلال
هنگامی‌که شورش‌های اکتبر در وین، توسط ژنرال ویندیش-گرِتس و یلاچیچ سرکوب شد، فردیناند به نفع برادرزادهٔ خود، فرانتس یوزف نیز از پادشاهی کناره‌گیری کرد و در دوم دسامبر امپراتور جوان در اولوموتس تاج‌گذاری کرد. فرانتس یوزف از ابتدا قوانین آوریل را به‌رسمیت نشناخت، ویندیش-گرِتس را با ارتش به سوی بودا-پست فرستاد و عزم خود را برای فسخ دیت مجارستان که به قرن دوازدهم بازمی‌گشت، جزم کرد. مجارها بودا-پست را که در ژانویه ۱۸۴۹ با حملهٔ ویندیش-گرِتس سقوط کرده‌بود، در آوریل ۱۸۴۸ بازپس گرفتند. این پیروزی به‌خصوص پس از تثبیت قدرت امپراتوری و پیروزی‌های رادِتسکی در ایتالیا که تعداد زیادی از نیروهای ارتش را برای جنگ در مجارستان آزاد کرد، امکان پایداری نداشت. با این وجود شکست ارتش مجارستان تا اوت به طول انجامید. فرانتس یوزف با نام اتحاد مقدس در برابر آنارشیسم از تزار نیکلای یکم که از انقلاب مجارستان و گسترش آن به لهستان (روسی) سخت بیمناک بود، تقاضای همکاری کرد و تزار نیز بدون درنگ حاضر به مداخله شد و در ژوئن ۱۸۴۹ صدهزار سرباز را به فرماندهی ژنرال پاسکویچ به کوه‌های کارپات فرستاد. مجارها در نزدیکی تِمِش‌وار شکست سختی از ارتش مشترک اتریش و روسیه خوردند و کشوت به ترکیه گریخت. در سیزدهم اوت نیز آرتور گورگِی در نزدیکی ویلاگوش در رومانی امروز به ارتش روس تسلیم شد. پاسکویچ در تلگرافی به تزار پیام فرستاد: «مجارستان زیر قدوم شماست.» در ششم اکتبر سیزده ژنرال انقلاب را در آراد اعدام کردند و در همین روز باتیانی هم با حکم فرانتس یوزف همزمان با نواخته شدن سرود ملی امپراتوری اتریش تیرباران شد.

## نام‌ها
1. ↑  Franz Philipp von Lamberg
2. ↑  Alfred I. zu Windisch-Graetz
3. ↑  Joseph Radetzky von Radetz